# Vindsval
Vindsval (Mondeville, 1979 –) nyilvánosságot kerülő francia zenész, aki vezeti a modern, atmoszferikus black metal szcéna egyik elismert zenekarát, a Blut aus Nordot. Vindsval nevéhez fűződnek továbbá a The Eye és a Children of Mäani nevű egyszemélyes, egy-egy kiadott lemezt megélt black metal projektek, illetve tagja az eddig csak split albumokat megjelentetett Karrasnak (ami nem azonos a német death metal zenekarral), és vokalizál a Monolithe hármas számú albumán.

## Zenei stílusa
Vindsval zenei hatásai a Bathory-ig nyúlnak vissza, a későbbi, avantgárdabb hangzásvilágú Blut aus Nord albumok azonban Vindsval saját bevallása szerint „saját magukból táplálkoznak”, azaz a zenekartagoknak megvan a pontos elképzelésük, hogy mit szeretnének létrehozni, és hogy azt hogyan érjék el. Ezt támasztja alá a Work Which Transforms God óta megjelent albumok jellegzetes, kísértetiesen disszonáns, nyomasztó, sötét, ipari hangzásvilága is, mely inkább esztétikájában, mint zeneiségében tekinthető black metalnak. Vindsval az egyedi megszólalást többek közt olyan egyedi játéktechnikákkal éri el, mint a ritka érintő nélküli gitáron való zongorázás a MoRT albumon.
Vindsval zenéhez való hozzáállását jól mutatja, ahogy egy Blut aus Nord interjúban válaszol a koncertezéssel kapcsolatos kérdésre:
| (angolul) "we aren’t playing any shows. Because we decided from day one that Blut Aus Nord would be an entity without a face, we aren’t publishing any pictures or performing any gigs. BAN is a musical concept much greater than the musicians who are creating it. " | (magyarul)„egyáltalán nem koncertezünk. Mivel az volt a döntésünk az első naptól fogva, hogy a Blut aus Nord egy arcnélküli entitás lesz, nem publikálunk semmilyen képet, és nem lépünk fel semmilyen koncerten. A BAN [Blut aus Nord] sokkal lényegesebb zenei koncepció, mint a zenészek, akik alkotják. ” |
| – Vindsval (2007. december 16.) | |

## Diszkográfia

### Blut aus Nord albumok

#### Vlad néven
- In the Mist (demó, 1993)
- Yggdrasil (demó, 1994)

#### Blut aus Nord
- Ultima Thulée (1995)
- Memoria Vetusta I – Fathers of the Icy Age (1996)
- The Mystical Beast of Rebellion (2001)
- The Work Which Transforms God (2003)
- Thematic Emanation of Archetypal Multiplicity (EP, 2005)
- … Decorporation … (közös EP a Reverence zenekarral, 2005)
- MoRT (2006)
- Odinist: The Destruction of Reason by Illumination (2007)
- Dissociated Human Junction (közös nagylemez a Bloodoline, Reverence és Karras zenekarokkal, 2007)
- Memoria Vetusta II – Dialogue with the Stars (2009)

### The Eye
- Normanniska (demó, 1996)
- Supremacy (1997)

### Children Of Maani
- Demo 1995 (demó, 1995)
- Veil Of Osiris (EP, 1998)

### Karras
- Split (közös EP a Submerge-dzsel, 2002)
- Split (közös nagylemez az Inertie-vel, 2003)
- Dissociated Human Junction (l. feljebb, 2007)

### Monolithe
- Monolithe III (2010)